# Provency
Provency ist eine französische Gemeinde mit 249 Einwohnern (Stand: 1. Januar 2022) im Département Yonne in der Region Bourgogne-Franche-Comté. Sie gehört zum Arrondissement Avallon und zum Kanton Avallon. 

## Geographie
Provency liegt etwa 40 Kilometer südöstlich von Auxerre und etwa sieben Kilometer nordwestlich von Avallon am Fluss Vau de Bouche, an seinem Oberlauf auch Ru du Moulin genannt. Der übergroße Teil der Fläche der Gemeinde (97,9 %) wird landwirtschaftlich genutzt.
Umgeben wird Provency von den Nachbargemeinden Sainte-Colombe im Norden und Nordosten, Athie im Osten, Sauvigny-le-Bois im Süden, Étaule im Westen und Südwesten sowie Thory im Nordwesten.
Durch die Gemeinde führt die Autoroute A 6.

## Bevölkerungsentwicklung
| Jahr                      | 1962 | 1968 | 1975 | 1982 | 1990 | 1999 | 2006 | 2013 | 2020 |
| Einwohner                 | 251  | 242  | 211  | 228  | 216  | 227  | 233  | 203  | 252  |
| Quelle: Cassini und INSEE |      |      |      |      |      |      |      |      |      |

## Sehenswürdigkeiten
- Pfarrkirche Saint-Symphorien aus dem 15. Jahrhundert, Eingangsportal aus dem 13. Jahrhundert
- Kloster Notre-Dame du Repos in Marcilly, 1239 gegründet, 1791 aufgelöst
- Herrenhaus aus dem 16. Jahrhundert
- Herrenhaus von Genouilly aus dem 16. Jahrhundert
- Donjon von Prey, Reste der früheren Burg, die wahrscheinlich aus dem 11. Jahrhundert datiert, in der zweiten Hälfte des 15. Jahrhunderts umgebaut und während der Ligakriege geschleift wurde
- Ehemaliges Eingangstor, seit 1955 als Monument historique eingeschrieben

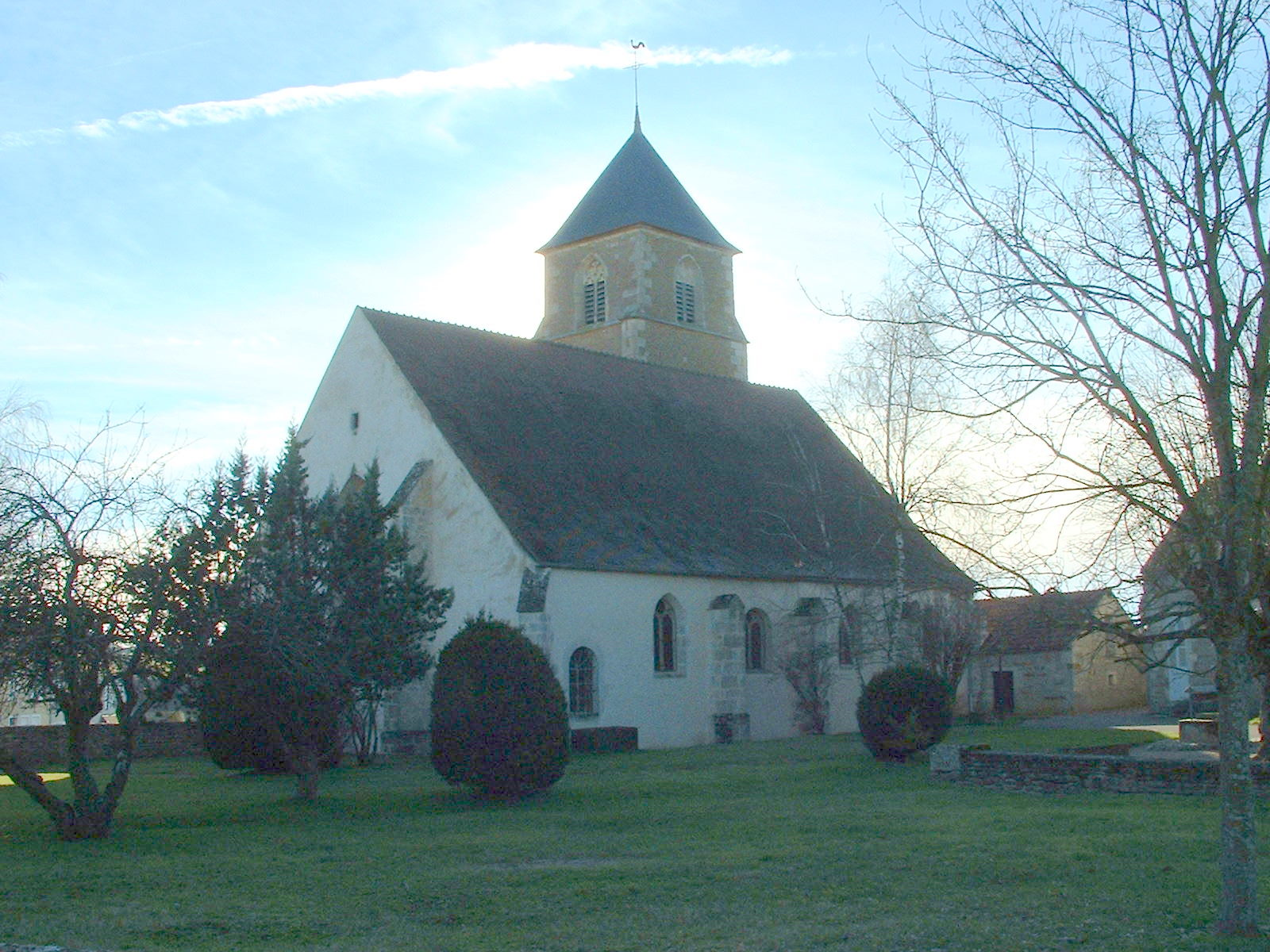
Pfarrkirche Saint-Symphorien
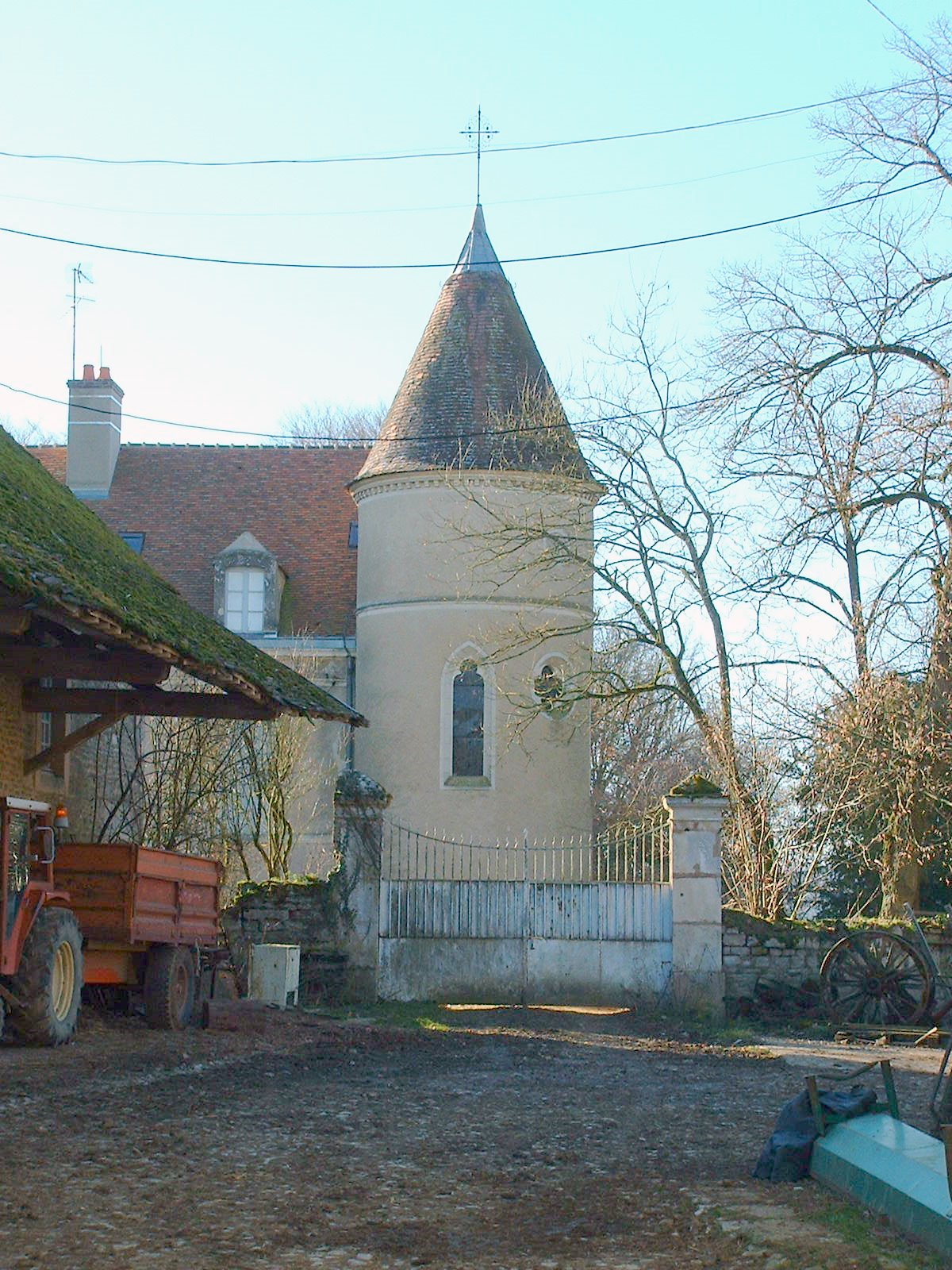
Kloster Marcilly
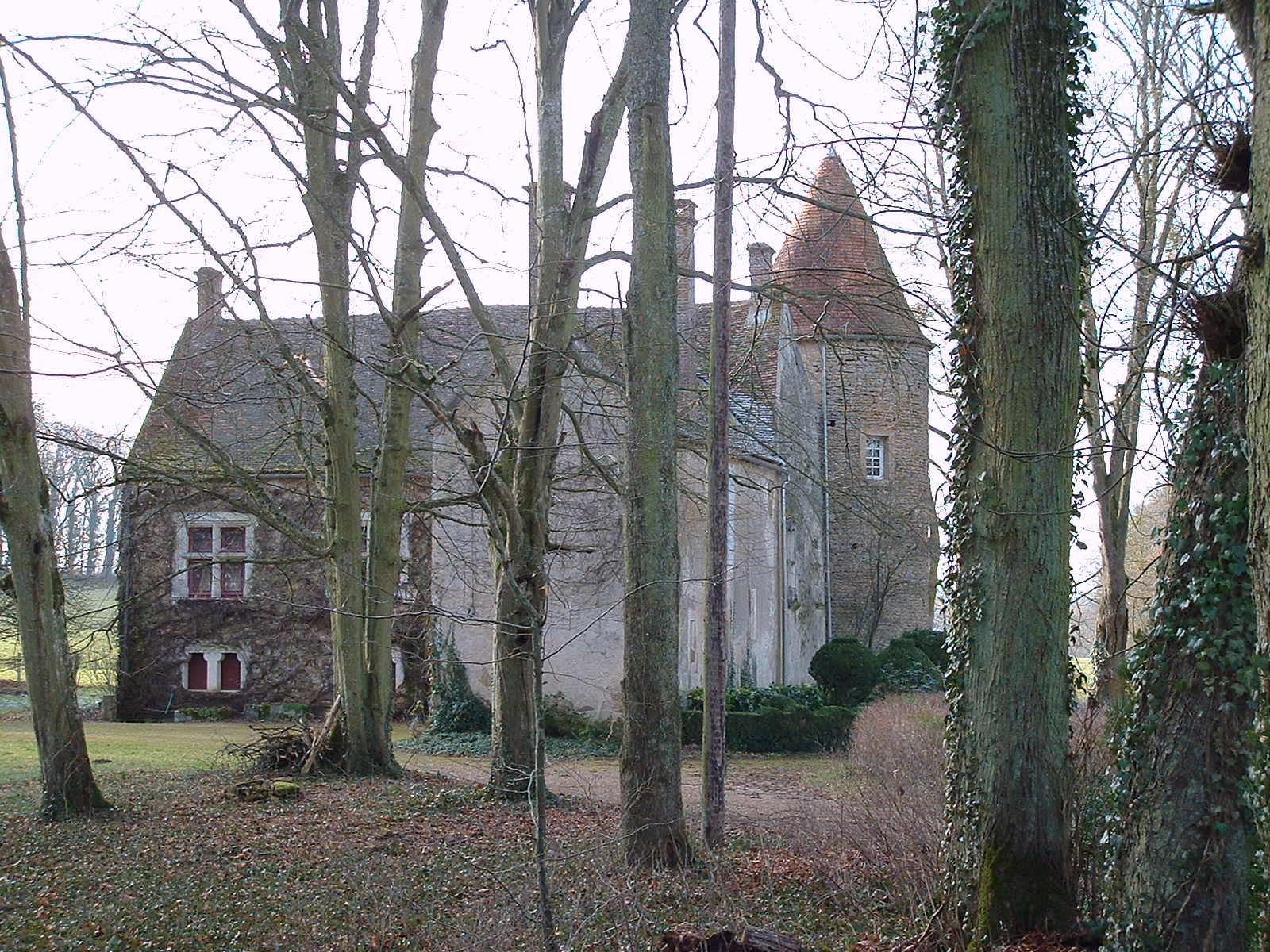
Herrenhaus von Genouilly
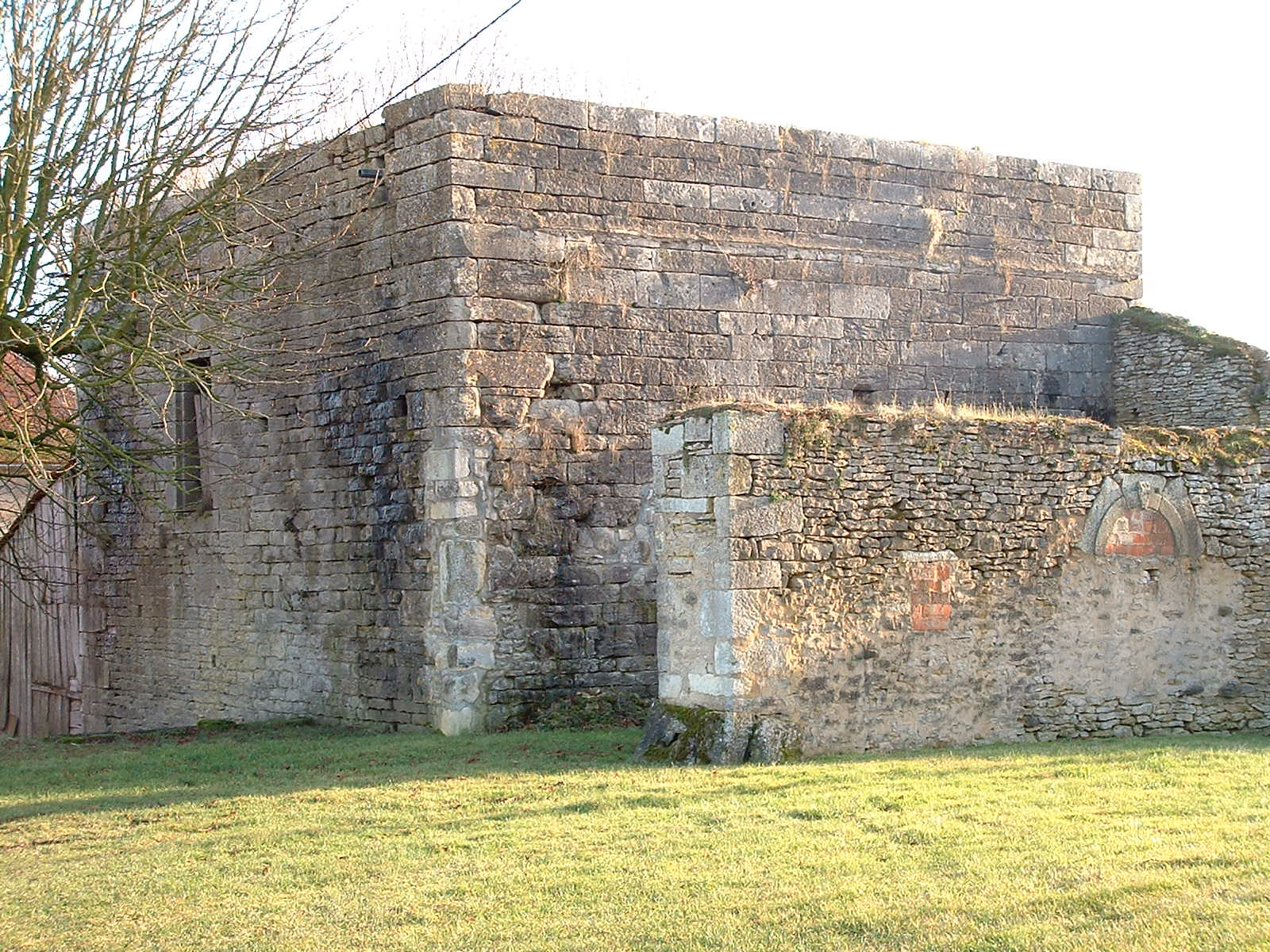
Reste des Donjons der Burg von Prey
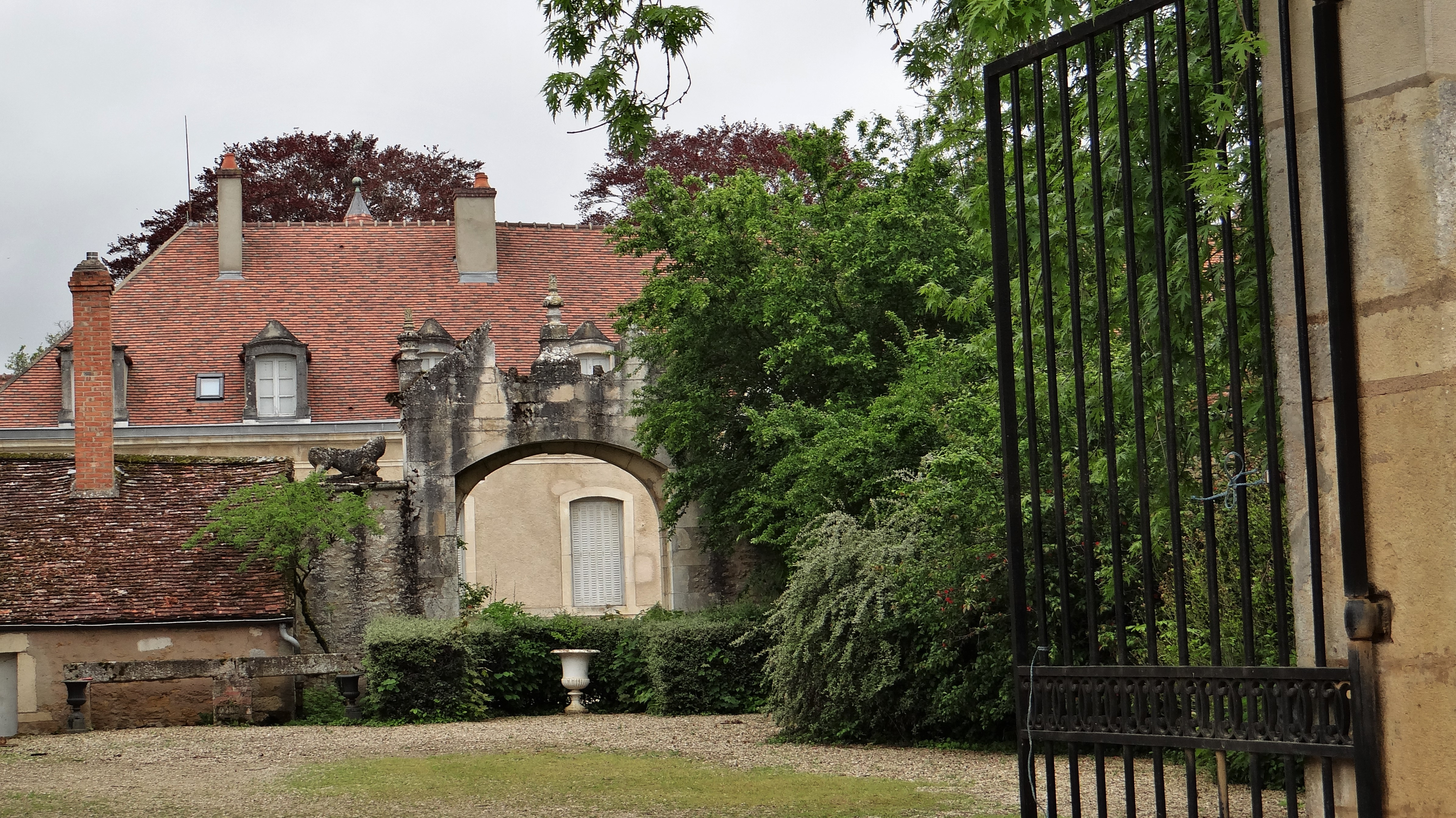
Ehemaliges Eingangstor